# Vivià
Vivià (en llatí Vivianus) va ser un jurista romà d'època incerta, mencionat repetidament per Ulpià i Juli Paule.
Com que cita Sabí, Cassi i Pròcul, devia ser més jove que aquestos tres. Sext Pomponi probablement en fa referència i seria per tant posterior a Vivià. D'acord amb tot això hauria viscut en temps de Trajà i Hadrià.
Els seus escrits no s'han conservat.